# Mutuelleville
Mutuelleville (arabe : ميتيال فيل) est un quartier du nord de Tunis (Tunisie).
Quartier huppé situé sur une colline, il abrite de nombreuses résidences d'ambassadeurs et de grands espaces verts comme le parc du Belvédère, situé au sud-ouest du quartier. On y trouve également le lycée Pierre-Mendès-France, anciennement connu sous le nom de « lycée de Mutuelleville », l'école privée Chevreul, le stade Chedly-Zouiten et l'hôtel Sheraton de Tunis.

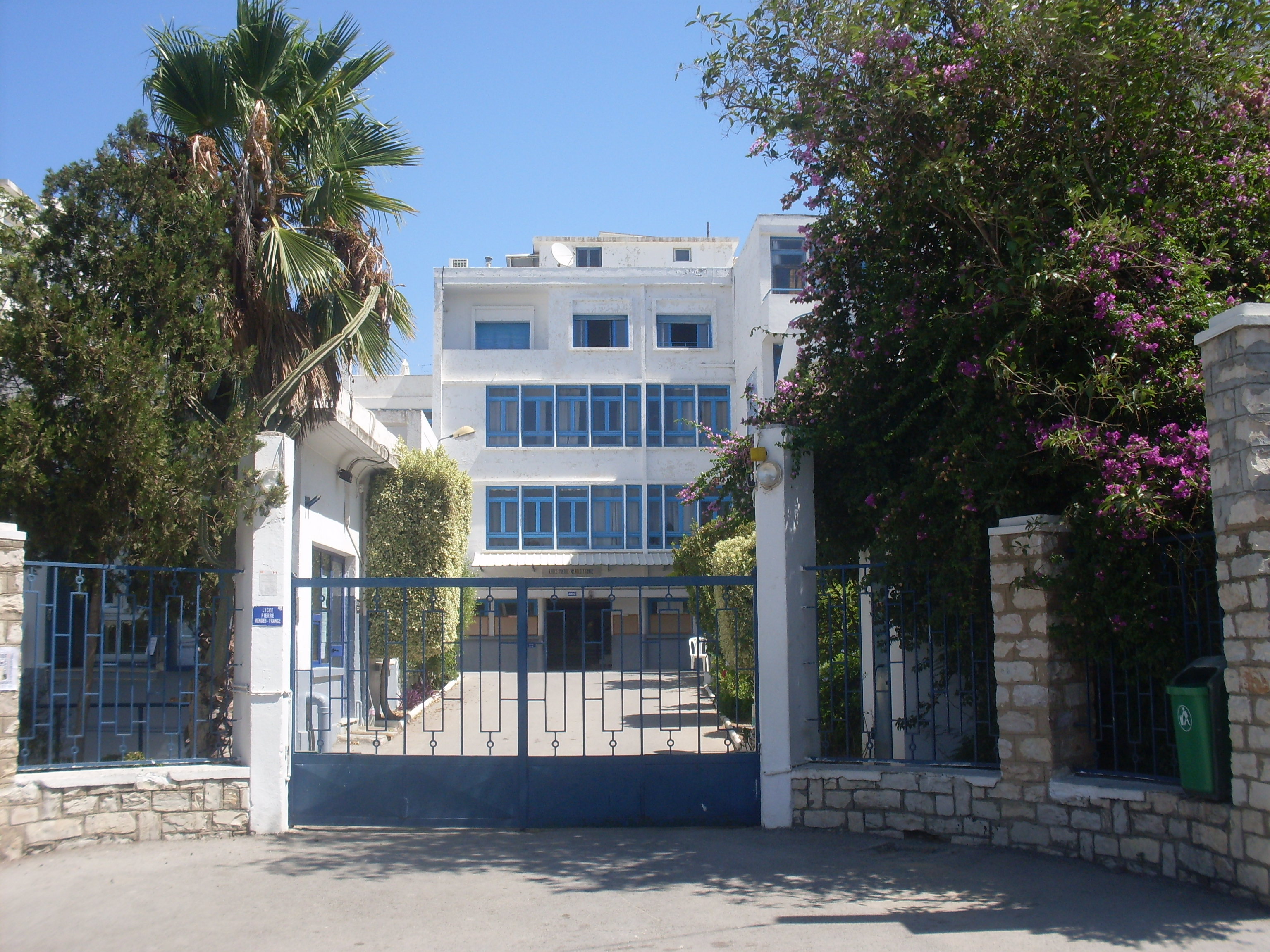
Lycée Pierre-Mendès-France.
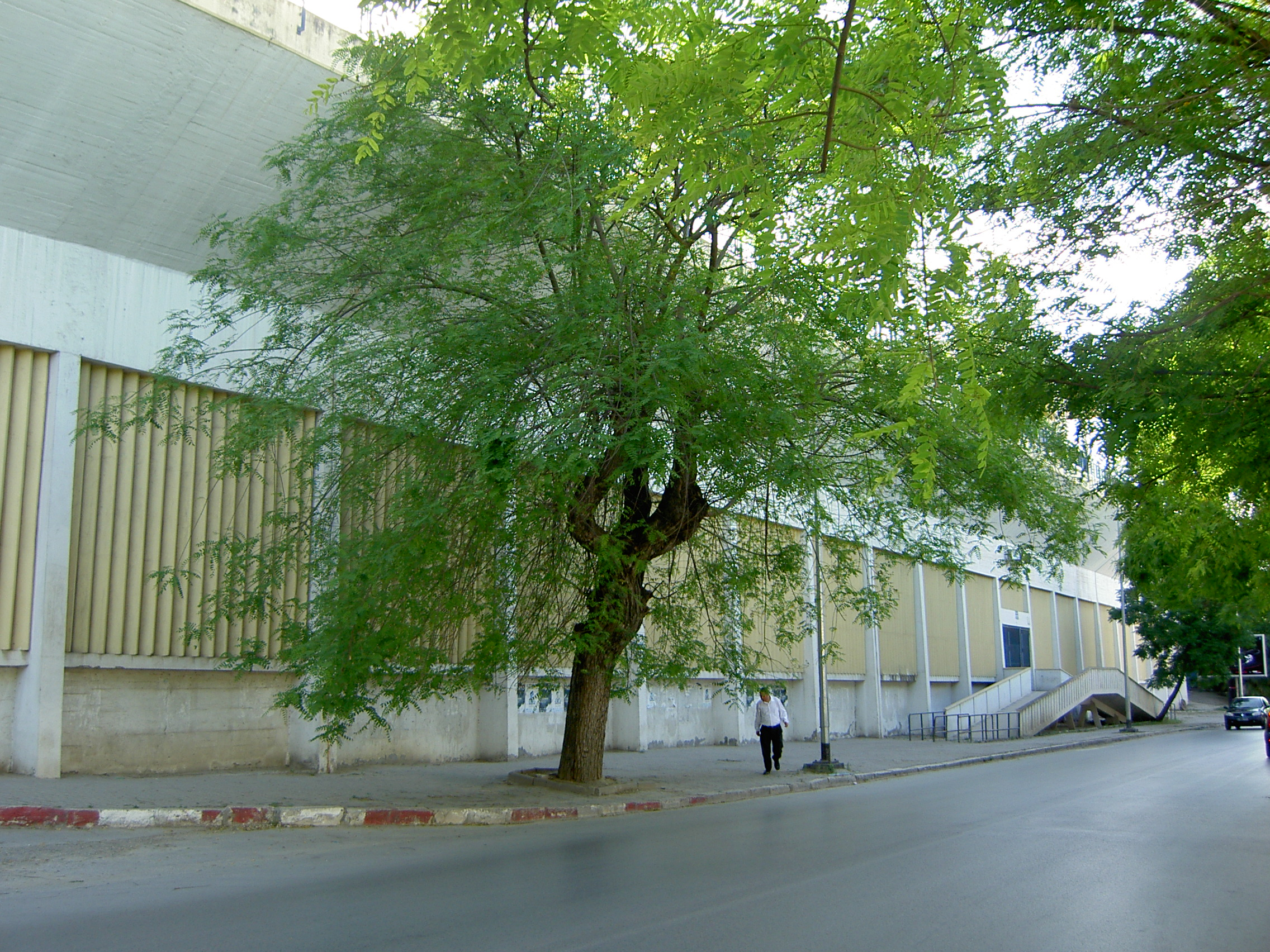
Stade Chedly-Zouiten.
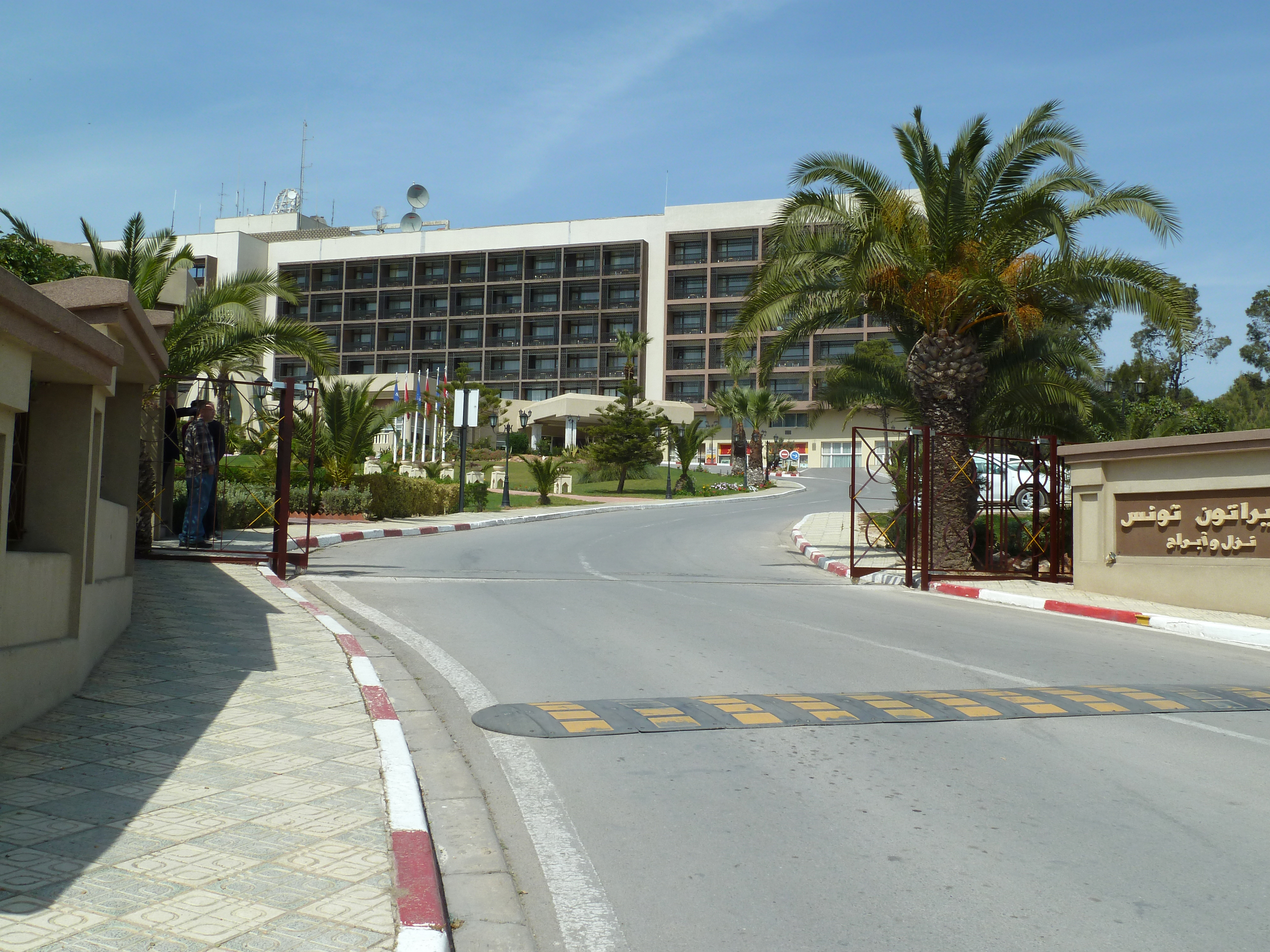
Sheraton Tunis Hotel.
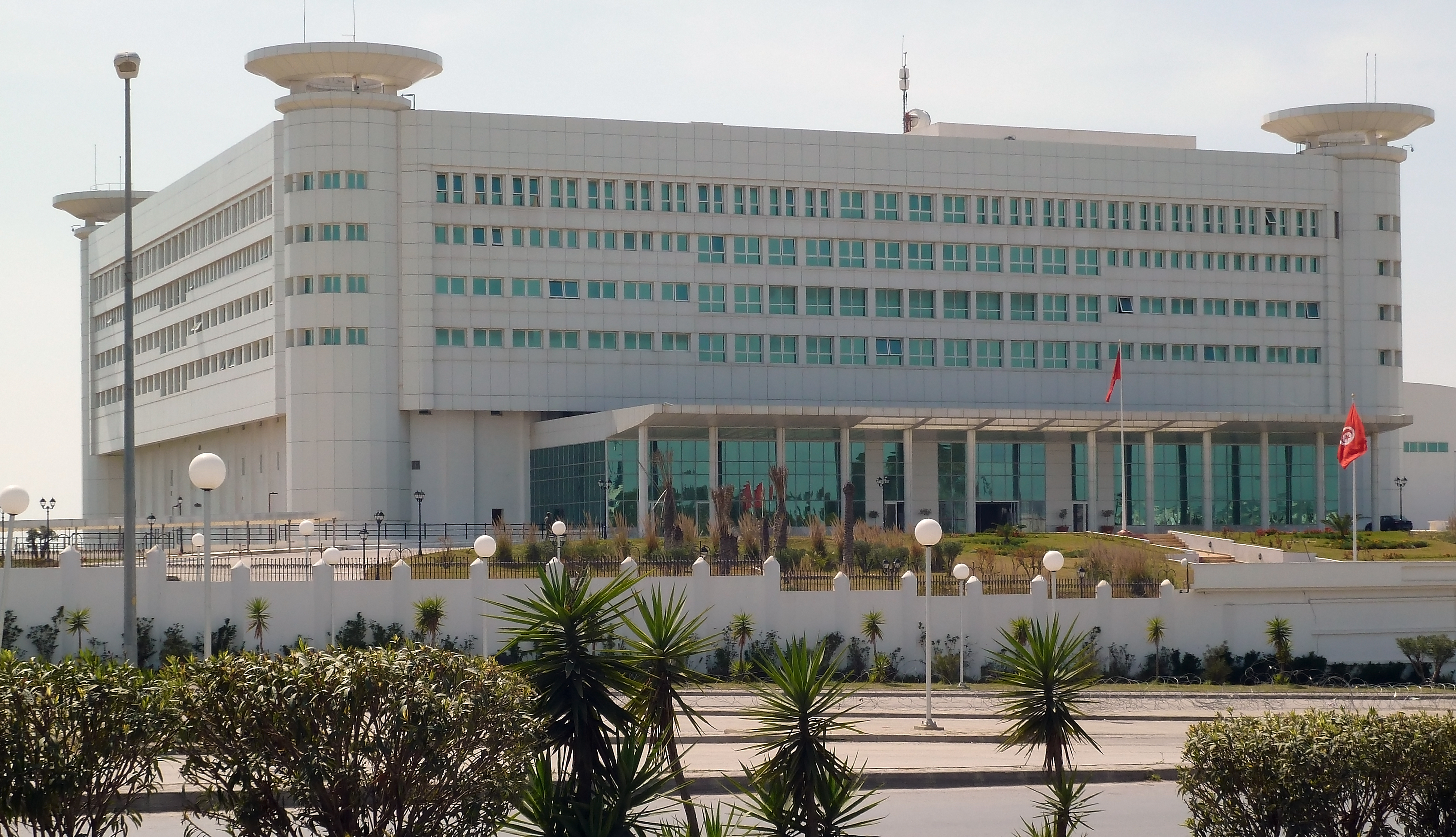
Siège de l'Établissement de la télévision tunisienne sur les hauteurs de Notre-Dame.

Mutuelleville est constitué de trois parties : la Cité El Mahrajène, quartier composé essentiellement d'immeubles et situé à proximité du centre-ville, abrite notamment la clinique Saint-Augustin ; Mutuelleville stricto sensu, composée essentiellement de villas, est séparée d'El Menzah IV par un axe routier ouest-est reliant El Menzah VI et la cité El Khadra ; Notre-Dame, située au point culminant de la colline, qui accueille le bâtiment de l'Établissement de la télévision tunisienne.
Mutuelleville, que l'on continue de nommer ainsi, est officiellement rattaché à El Menzah IV. Il était à l'origine l'un des quartiers habités par les Français et il reste encore un quartier où résident de nombreux étrangers.